# Бујад
Бујад или орлова папрат (лат. Pteridium aquilinum) је врста вишегодишњих папрати из фамилије Dennstaedtiaceae. Расте на сувим местима у шумама, на пропланцима, крчевинама и др. Висока је између 50 и 150 cm и има листове троугластог облика, који су двоструко или троструко издељени. 
Млади листови бујади се користе у исхрани човека због високог садржаја скроба. Осим тога, биљка се користи у народној медицини код сметњи у варењу, цревних паразита и реуматских болова. У друштвеним заједницама где се користи у исхрани, повећана је учесталост рака желуца.